# Thalassius
Thalassius – rodzaj pająków z rodziny darownikowatych.

## Gatunki
Thalassius Simon, 1885
- Thalassius albocinctus (Doleschall, 1859) — Indie, Filipiny
- Thalassius esimoni Sierwald, 1984 — Madagaskar
- Thalassius jayakari F. O. P.-Cambridge, 1898 — Muscat
- Thalassius kolosvaryi Caporiacco, 1947 — centralna, wschodnia i południowa Afryka
- Thalassius leoninus Strand, 1916 — Madagaskar
- Thalassius majungensis Strand, 1907 — Madagaskar
- Thalassius margaritatus Pocock, 1898 — centralna i południowa Afryka
- Thalassius massajae (Pavesi, 1883) — Afryka
- Thalassius paralbocinctus Zhang, Zhu & Song, 2004 — Chiny, Laos
- Thalassius phipsoni F. O. P.-Cambridge, 1898 — Indie, Chiny, Indonezja
- Thalassius pictus Simon, 1898 — Zachodnia, centralna Afryka
- Thalassius pseudojuvenilis Sierwald, 1987 — Mozambik
- Thalassius radiatolineatus Strand, 1906 — Afryka
- Thalassius rossi Pocock, 1902 — centralna, południowa Afryka
- Thalassius rubromaculatus Thorell, 1899 — zachodnia, centralna Afryka
- Thalassius spinosissimus (Karsch, 1879) — Afryka